# Mecynorhina polyphemus
Espèce
Mecynorhina polyphemus est une espèce de Cétoines, un Insecte coléoptères de la famille des Scarabéidés. Endémique de l'Afrique, elle vit dans les forêts tropicales.

## Liste des sous-espèces
Selon GBIF (3 mai 2025) :
- Mecynorhina polyphemus confluens (Kraatz, 1890)
- Mecynorhina polyphemus polyphemus Fabricius, 1781

## Systématique
Le nom valide complet (avec auteur) de ce taxon est Mecynorhina polyphemus (Fabricius, 1781).
L'espèce a été initialement classée dans le genre Scarabaeus sous le protonyme Scarabaeus polyphemus Fabricius, 1781,.
Mecynorhina polyphemus a pour synonymes : Scarabaeus polyphemus Fabricius, 1781.

## Publication originale
- (la) Ioh. Christ. Fabricii, Species insectorum : exhibentes eorum differentias specificas, synonyma auctorum, loca natalia, metamorphosin : adiectis observationibus, descriptionibus, t. 1, 1781, 552 p. (lire en ligne), p. 14.